# Buslijn 70 (Amersfoort-Hilversum)

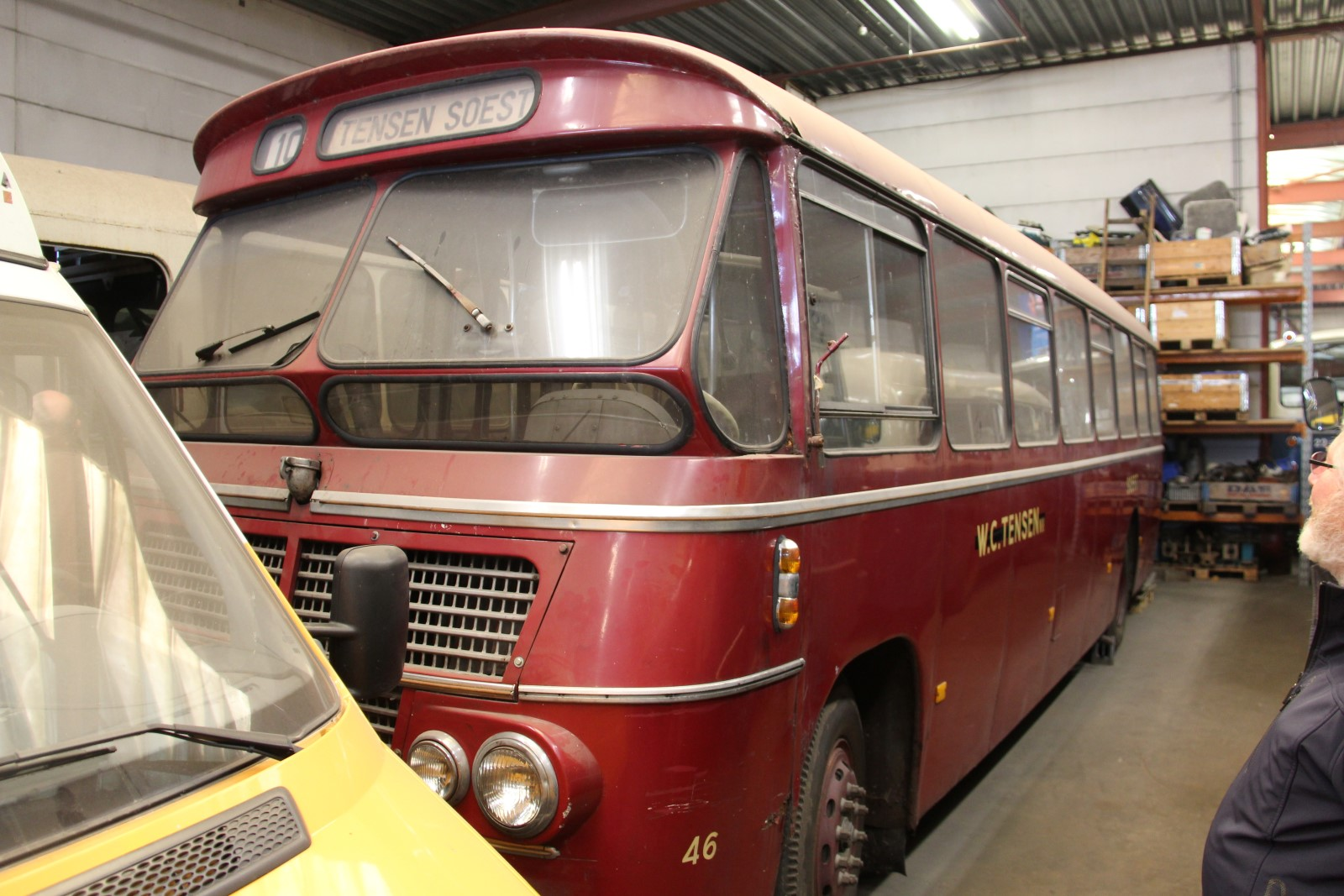
Bus van Tensen op lijn 10

Buslijn 70 is een buslijn van Syntus in de Nederlandse provincies Utrecht en Noord-Holland. De lijn loopt van station Amersfoort Centraal naar Soest, Soestdijk, Baarn, Lage Vuursche en station Hilversum. In Amersfoort wordt het DierenPark Amersfoort aangedaan, in Soest, waar een uitgebreide route wordt gereden, station Soest Zuid en in Soestdijk busstation Soestdijk Noord en Paleis Soestdijk.      

## Geschiedenis
In 1921 werd door ondernemer Joh. van Geerestein een busdienst Baarn - Soestdijk - Soest - Amersfoort ingesteld. Op 1 mei 1930 werd deze busdienst overgenomen door Tensen in samenwerking met J.C. Bruigom die zich in 1931 terugtrok waarna de lijn uitsluitend door Tensen werd geëxploiteerd.  

### Lijn 10
In 1954 werd de trajectvergunning ondergebracht in een nieuwe streekvervoervergunning samen met de NBM maar de exploitatie bleef bij Tensen waarbij de lijn op 22 mei 1955 vanuit Baarn kon worden doorgetrokken naar Hilversum. De lijn kreeg hierbij het lijnnummer 10 dat paste in de traditie van de NBM om belangrijke doorgaande lijnen een rond tiental toe te kennen en aantakkende lijnen opvolgende lijnnummers, een systeem dat in 1958 bij de eigen lijnen werd ingevoerd.

### Lijn 70
In 1973 fuseerde NBM en Maarse & Kroon tot Centraal Nederland maar bleef de exploitatie bij Tensen. Om doublures te voorkomen met CN werd de lijn vernummerd in lijn 70. 
Op 1 januari 1980 werd Tensen verkocht aan de Nederlandse Spoorwegen die het vervoergebied verdeelde tussen haar dochters en lijn 70 werd toegewezen aan CN. Behalve dat de lijn in Soest een aangepaste route in nieuwe woonwijken kreeg, reed de lijn in Amersfoort enige tijd vanaf het station door naar het centrum en Leusden maar verder bleef de route vrijwel ongewijzigd. 
In 1994 werd CN opgedeeld (feitelijk teruggesplitst) in NZH en Midnet waarbij lijn 70 voortaan een Midnetlijn was. In 1999 ging Midnet met een aantal andere streekvervoerders op in Connexxion. 

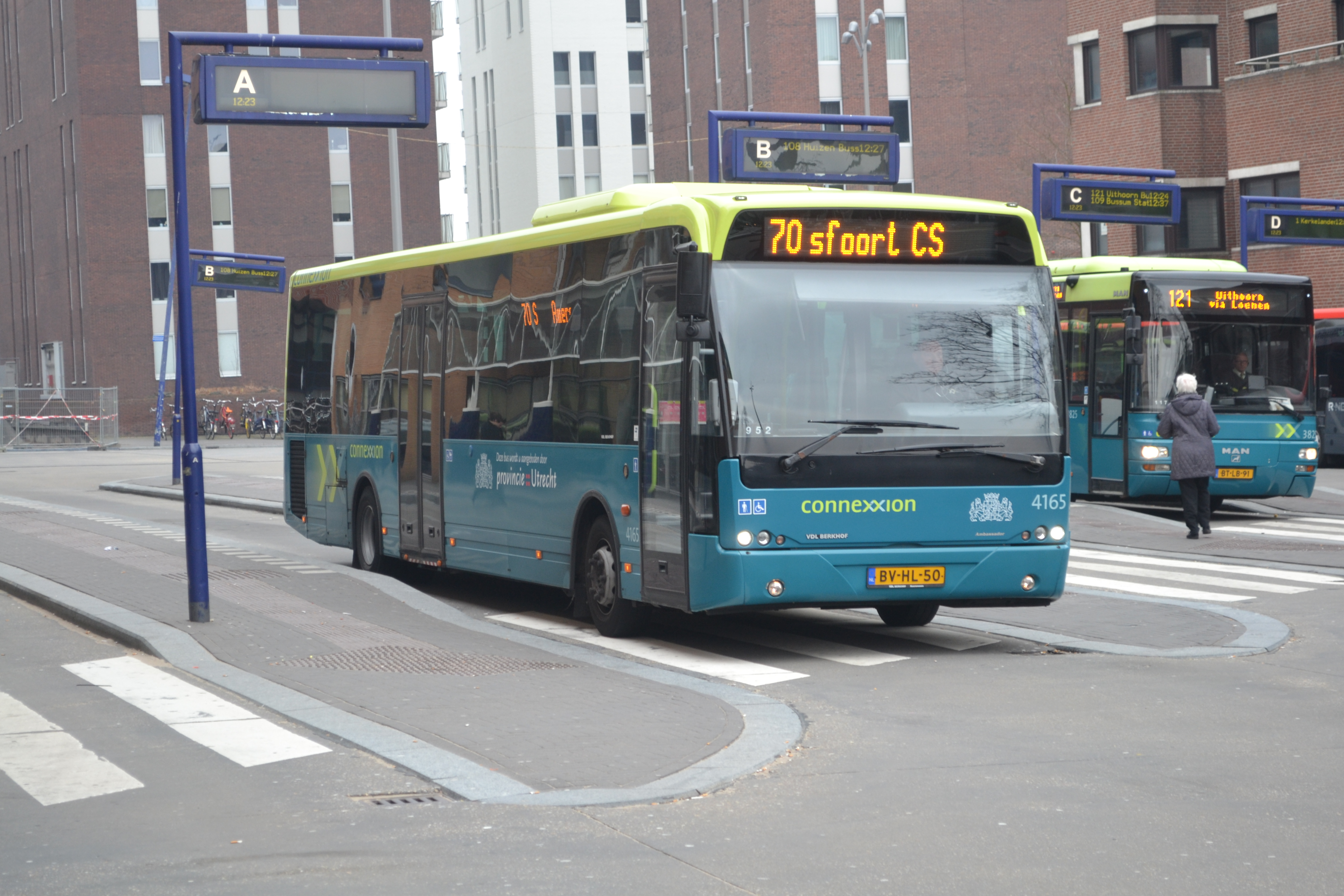
Ambassador op lijn 70 in 2013 bij station Hilversum

In opdracht van de provincie Utrecht ging de exploitatie per 12 december 2004 over naar Stadsvervoer Nederland. Op 1 januari 2007 werd SVN overgenomen door Connexxion en op 14 december 2008 verdween de naam SVN en werd lijn 70 weer geëxploiteerd door Connexxion. 
Op 11 december 2016 werd de lijn overgenomen door Syntus Utrecht en kreeg daarmee zijn achtste exploitant. De lijn, die vrijwel altijd een halfsuursdienst kende, werd tussen Amersfoort en Soestdijk Noord op werkdagen overdag in frequentie verdubbeld en in de spitsuren in frequentie zelfs verviervoudigd, met een voor een streeklijn ongekend hoge frequentie van 8x per uur (deze is sinds 9 december 2018 verlaagd naar 6x per uur). Tussen Soestdijk Noord en Hilversum bleef de halfuursdienst gehandhaafd.       
De lijn wordt uitgevoerd met de Setra S 415 LE Business. Tot 1 juli 2017 waren er ook bussen van de merken Mercedes-Benz en VDL te vinden.